# Cairina moschata
El pato criollo (Cairina moschata), también conocido como bragado, pato negro o pato mudo, es una especie de pato de la familia Anatidae originaria de América tropical y cuya área de distribución actual abarca desde México hasta el centro de Argentina y Uruguay, en zonas de clima tropical y subtropical y entre altitudes que van desde el nivel del mar hasta los 1000 m s. n. m.

## Subespecies
Por existir dos variedades con muy claras diferencias fenotípicas, una silvestre y una doméstica, se ha dividido esta especie en dos subespecies:
- La subespecie silvestre, cuyo nombre científico es Cairina moschata moschata (Linnaeus, 1758), sin. "Cairina moschata sylvestris" Stephens, 1824 (nom. inval.),[2] se conoce comúnmente como pato real en la mayor parte de su área de distribución natural. Se trata de un pato grande con plumas predominantemente de color negro lustroso en los machos y negro mate en las hembras, con manchas blancas en las alas, que se hacen más notorias durante el vuelo, y pico también negruzco. En el rostro, en torno al pico, posee unos gránulos o carúnculas rosadas o rojas. Mide unos 76 cm de longitud. Los machos en celo suelen despedir olor a almizcle.

- De la especie silvestre original, gracias al manejo por comunidades indígenas, se derivó desde tiempos precolombinos la subespecie doméstica conocida en toda Hispanoamérica como pato criollo ("Cairina moschata domestica" Donkin, 1989, nom. inval.), la cual presenta importantes variaciones: por ejemplo, debido a la selección por el hombre y a la menor necesidad de volar para buscar su alimento, se han hecho más pesados, y por ello han perdido la capacidad de volar largas distancias como sus congéneres silvestres. Su plumaje suele ser menos lustroso y más variable, siendo muy comunes los ejemplares con vientre, cuello y rostro blancuzcos. Los colores no son siempre uniformes en todos los individuos: hay ejemplares totalmente blancos o sólo negros, así como grises, marrones y con diferentes combinaciones de estos colores. A la subespecie doméstica también se le conoce popularmente en español como pato casero, Carraco, pato mudo, pato de Berbería y pato almizclado.

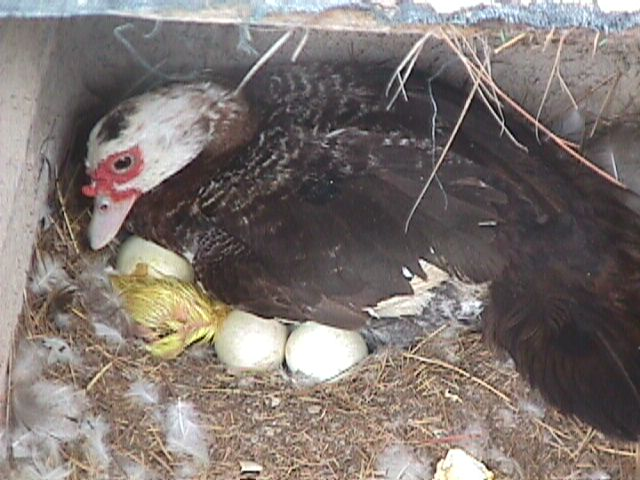
Pata criolla echada en el nido, con patitos saliendo de los huevos.

## Hábitat
Su hábitat típico corresponde al de los sitios arbolados con suficiente agua dulce, preferentemente en humedales, lagunas, o en cercanías de arroyos o ríos de corriente lenta. En tales zonas se les suele encontrar posados sobre las ramas de los árboles próximos a los espejos o corrientes de agua. La subespecie doméstica vive además en climas templados y sin los requisitos de tanta humedad o arbolado.

## Cría en cautiverio

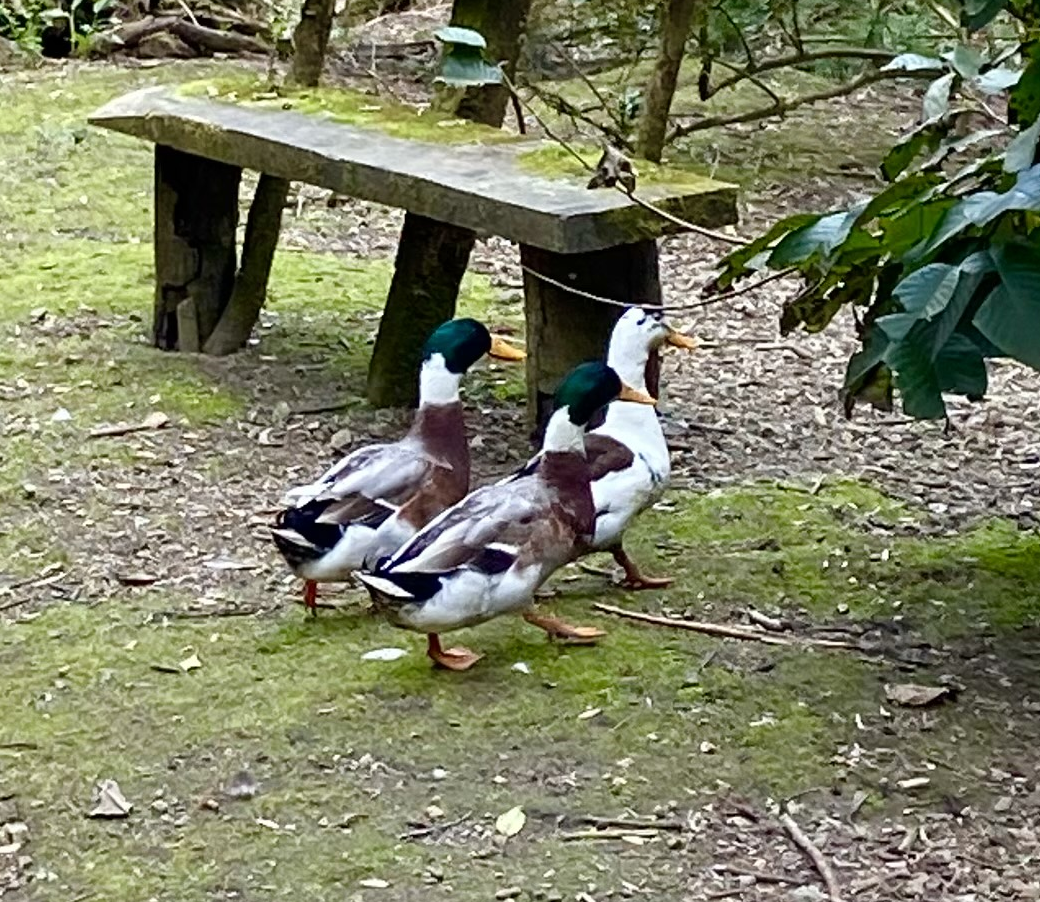
Patos mulos producto del cruce del pato criollo (Cairina moschata) y el ánade real (Anas platyrhynchos).

Desde tiempos precolombinos, este pato ha sido criado por comunidades rurales en prácticamente toda Latinoamérica, pero generalmente mantenido en grupos o lotes pequeños, formando parte de las aves de patio o de corral de las viviendas rurales.
En Europa (Francia) y en Asia (China, Vietnam y Taiwán), es donde ha tenido mayor auge la cría comercial de esta especie. En Francia, por ejemplo, durante los últimos treinta años ha tenido un gran desarrollo la cría intensiva del pato criollo y se han logrado avances notables en su mejoramiento genético para la producción de carne y el desarrollo de líneas genéticas especializadas para la hibridación con el pato Pekín y otras razas de la especie Anas platyrhynchos domesticus. El híbrido se conoce como pato mulo y es infértil; se utiliza principalmente para la producción de hígado graso destinado a la elaboración de paté y foie gras.[cita requerida]
Por su resistencia a enfermedades y por su habilidad para buscar su alimento cuando tiene acceso a áreas abiertas con espacios acuáticos y de vegetación, este pato es idóneo para sistemas de bioproducción, donde se puede integrar con otras especialidades de interés productivo, tales como la piscicultura, porcinos, cultivos frutícolas y otros.
La Asociación Americana de Avicultura (American Poultry Association), en su publicación The American Standard of Perfection (que es el libro donde se definen las razas de las especies domésticas de aves de corral), ha reconocido cuatro variedades del pato criollo, las cuales son la negra, la blanca, la chocolate y la azul (gris pizarra). Cabe mencionar que hay varias especies de aves de corral que están en vías de domesticación pero aún no aparecen en este libro, tales como algunos faisanes, la gallina de Guinea o gallineta (Numida meleagris), el pavo real (Pavo cristatus) o el avestruz (Struthio camelus), por nombrar solo algunas de las más importantes.

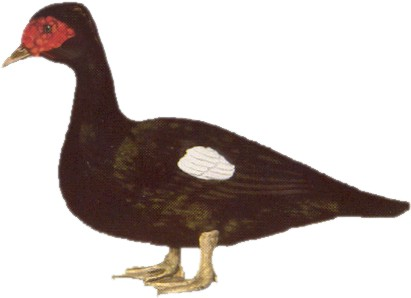
Dibujo de pato criollo de la variedad negra.

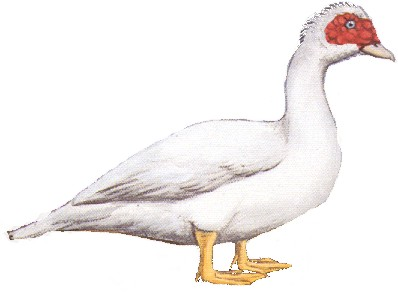
Dibujo de pato criollo de la variedad blanca.

## Nombre común
En los últimos años se está popularizando el uso erróneo del nombre común “pato real” para referirse a la variedad doméstica, a la que siempre se ha llamado pato criollo o pato casero entre otros nombres menos comunes. Esto genera confusión y puede resultar en inconveniencias para quienes trabajan en la cría de estos animales domésticos. El pato real, por tratarse de una especie silvestre y por ser presa de la cacería deportiva y de subsistencia, está protegido por las leyes ambientalistas en varios países latinoamericanos, por lo que existen limitaciones, requerimiento de permisos especiales y controles por parte del Estado para poder mantener ejemplares o individuos en cautiverio (licencia para zoocriadero) o para transportarlos de un lugar a otro (guías de movilización). Dichos controles y requerimientos de permisos especiales no son necesarios para trabajar con otras especies de aves domésticas, como la gallina, el pavo o el pato criollo, por ejemplo. Se sugiere evitar el uso del término “pato real” para referirse a la subespecie o variedad doméstica. Si no se quiere utilizar el término pato criollo por razones lingüísticas, pueden utilizarse cualesquiera de los otros nombres comunes, tales como pato mudo, pato casero o, si se prefiere, puede promoverse el uso del nombre “pato doméstico americano” (también conocido como pato Muscovy). Debe evitarse incluir en un mismo nombre común las dos subespecies, que están muy bien diferenciadas en sus características fenotípicas y en los aspectos relacionados con su manejo. Aunque se trata de una sola especie, que es Cairina moschata, ésta está dividida en dos subespecies: C. m. sylvestris y C. m. domestica. Este caso es idéntico al del jabalí europeo (Sus scrofa ferus), que es la subespecie silvestre original, y el cerdo doméstico (Sus scrofa domestica), que es la subespecie doméstica derivada de la anterior.